# ヘンリエッタ・アン・ステュアート
ヘンリエッタ・アン・ステュアート（英語: Henrietta Anne Stuart, 1644年6月16日 - 1670年6月30日）は、イングランド・スコットランドの王族で、フランス王ルイ14世の弟オルレアン公フィリップ1世の妃。兄のチャールズ2世はヘンリエッタのことをミネッテ（Minette、子猫ちゃんという意味）と呼んで可愛がり、フランスではアンリエット・ダングルテール（フランス語: Henriette d'Angleterre）、または単にマダム（Madame）と呼ばれた。

## 生涯

### 結婚まで

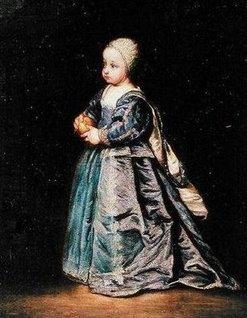
幼少期のヘンリエッタ・アン（アンソニー・ヴァン・ダイク画、1646年頃）

チャールズ1世と王妃ヘンリエッタ・マリア・オブ・フランス（フランス王アンリ4世の三女）の五女として生まれた。兄にチャールズ2世、ジェームズ2世、グロスター公ヘンリー、姉にオラニエ公（オランダ総督）ウィレム2世妃メアリー・ヘンリエッタ、エリザベスがいる。フランス王ルイ14世、オルレアン公フィリップ1世兄弟は母方の従兄で、イングランド王兼オランダ総督ウィリアム3世は甥に当たる。
産まれる2年前の1642年に清教徒革命（イングランド内戦）が起こり、第一次イングランド内戦の最中に当たる1644年にエクセターで誕生した。1646年、内戦の末に敗れた父はスコットランド軍に投降、3年後の1649年に処刑された。同年に母はチャールズやヘンリエッタ達子供を連れて実家のあるフランスに亡命した。ヘンリエッタはフランスで母にカトリックとして育てられ、時々他の兄弟達と面会したりしている。
その後、1660年に王政復古で長兄チャールズがイングランドに帰国、イングランド王チャールズ2世として即位したため、ヘンリエッタも母と共にイングランドへ帰国した。ヘンリエッタは美しく、優れた話術を持った王女に成長していた。イングランド宮廷でもヘンリエッタの賞賛者は多く、評判を聞きつけたルイ14世の宰相ジュール・マザランはヘンリエッタをぜひ王の次男フィリップ（オルレアン公。アンの母方の従兄に当たる）の妻にと熱心に申し込みをした。ヘンリエッタ・マリアも、それほど熱心に言ってくれるのならとこの縁談が成立した。摂政アンヌ・ドートリッシュもヘンリエッタ・マリアに説得され同意、バッキンガム公ジョージ・ヴィリアーズを護衛としてヘンリエッタはフランスへ向かった。

### ルイ14世との不倫関係と宮廷生活
1661年3月31日、ヘンリエッタ（アンリエット）はオルレアン公とルーヴル宮殿で結婚した。しかし夫は男色家であり、彼女に性的関心を示さなかった。アンリエットは淋しさから、義兄でもう1人の従兄ルイ14世と不倫関係になった。王との密会をカムフラージュするため、侍女のルイーズ・ド・ラ・ヴァリエールが王の偽の愛人となったが、そのうちルイ14世は本当にルイーズに恋してしまった。ショックを受けたアンリエットは傷ついたが、もともと義兄妹として許されない関係という事は承知していた事もあり、ルイ14世の事はあきらめた。その後、彼女は夫の愛人と噂されているギーシュ伯爵アルマン・ド・グラモンを新しい情夫にしたが、ギーシュ伯は浮気を知ったオルレアン公の怒りを買い、宮廷で評判を落とした。
アンリエットは教養豊かで、若く才能に恵まれた芸術家達の育成と保護に励んだ。彼女の自宅で開かれたサロンには哲学者・画家・文学者・音楽家が集まり、芸術論について語り合った。悲劇作家ジャン・ラシーヌもアンリエットのサロン入りを願い、彼女に献辞を贈った『アンドロマック』で成功を収めて覚えがめでたくなり、1670年に彼女の要請で書き上げた『ベレニス』も好評で作家としての地位を不動の物とした（ただし上演はアンリエットの死後）。
2人の間にマリー・ルイーズ、フィリップ・シャルル、アンヌ・マリーと3人の子供達が生まれても、夫婦仲は改善されなかった。オルレアン公はやがてサン＝クルーにある夫妻の館にまで、お気に入りの美男の恋人フィリップ・ド・ロレーヌとその仲間達を連れ込むようになり、妻の存在を無視して大騒ぎをしていた。ついに思い余ったアンリエットは、ルイ14世にこの苦境を訴えた。彼女の訴えを聞いた王は、オルレアン公とアンリエットの不仲がイングランドとの微妙な関係に悪影響を与える事を恐れた。既にルイ14世はチャールズ2世から、理由はわからないが妹が思い悩んでいる様子で心配だという手紙を受け取っていた。王はすぐにロレーヌをマルセイユ海上の孤島シャトー・ディフに投獄し、文通を一切禁止した。

### ドーヴァー秘密条約の締結と突然の死
1668年12月、ルイ14世はオランダと対抗するため、イングランドと同盟を結ぶことを決め、そのための協力をアンリエットに求めた。王とアンリエットとシャルル・コルベール・ド・クロワシーの3者の間で、同盟案が綿密に練られた。同盟案がまとまり、1670年5月にアンリエットは密使としてイングランドに向けて旅立ちドーヴァーに到着した。兄チャールズ2世は、仲の良い妹との再会を大変に喜び、5月22日にアンリエットの努力によって、フランス・イングランド間でドーヴァー秘密条約が結ばれた。
別れ際に兄妹は贈り物の交換をした。チャールズ2世からは銀器・絵画・宝石・コッカー・スパニエルが、アンリエットからはネル・グウィンが生む子供のための細々とした品々が贈られた。大任を果たしたアンリエットはフランスに戻ったが、6月、サン＝クルーの館でチコリを飲んでいる最中に突然苦しみ出し、親友ラファイエット夫人に抱かれそのまま急死してしまった。アンリエットがイングランドに旅立つ前に釈放されてローマにいたロレーヌが彼女の召使を買収して、ローマで入手した毒薬をティーカップに塗らせて復讐しようとしたという噂が流れたが、本当の死因は潰瘍による重い腹膜炎だった。
アンリエットの葬儀は盛大に行われ、遺体はサン＝ドニ大聖堂へ埋葬、ジャック＝ベニーニュ・ボシュエが追悼演説を行い、かつてアンリエットの護衛をしていたバッキンガム公などが列席した。オルレアン公は1671年にロレーヌのフランス帰国と引き換えに、アンリエットの従姪に当たるエリザベート・シャルロット・ド・バヴィエールと再婚、アンリエットの侍女だったルイーズ・ケルアイユは渡英してチャールズ2世の愛人になった。

## 子女
1661年の結婚以後、1669年までにアンリエットは計8回の妊娠をしているが、そのうち1663年、1666年、そして1667年と1668年の計4回流産をしていて、無事成人したのは1662年に生まれたマリー・ルイーズと、1669年に生まれたアンヌ・マリーの2人だけである。1664年には長男フィリップ・シャルルを出産するが、2歳で死去している。以下にアンリエットの成長した2人の娘のその後と子孫達について記す。
- マリー・ルイーズ・ドルレアン（1662年3月27日 - 1689年2月12日）
スペイン王カルロス2世と1679年11月18日に結婚する。病弱で後継者をもうけなかった夫の後継者をめぐり、オーストリア・ハプスブルク家から迎えようと画策するカルロスの生母・摂政王太后マリアナのオーストリア派と、カルロスの異母姉であるルイ14世妃マリー・テレーズを通じて王位継承権がフランス王家にあると主張するフランス派の争いに巻き込まれた。1689年、26歳で死去したが、オーストリア派による毒殺とされている。なお、スペインではマリア・ルイサ・デ・オルレアンス（María Luisa de Orleáns）と呼ばれた。

- アンヌ・マリー・ドルレアン（1669年8月27日 - 1728年8月26日）
1684年4月10日に、後のサルデーニャ王で当時はサヴォイア公であったヴィットーリオ・アメデーオ2世と結婚。カルロ・エマヌエーレ3世をはじめ、6人の子供が生まれている。なお、長女のマリー・アデライードは、ルイ14世の孫ブルゴーニュ公ルイと1697年12月7日に結婚し、後のルイ15世の母となった。よってアンヌ・マリーは、ルイ15世の母方の祖母である。